# Gassenschänke

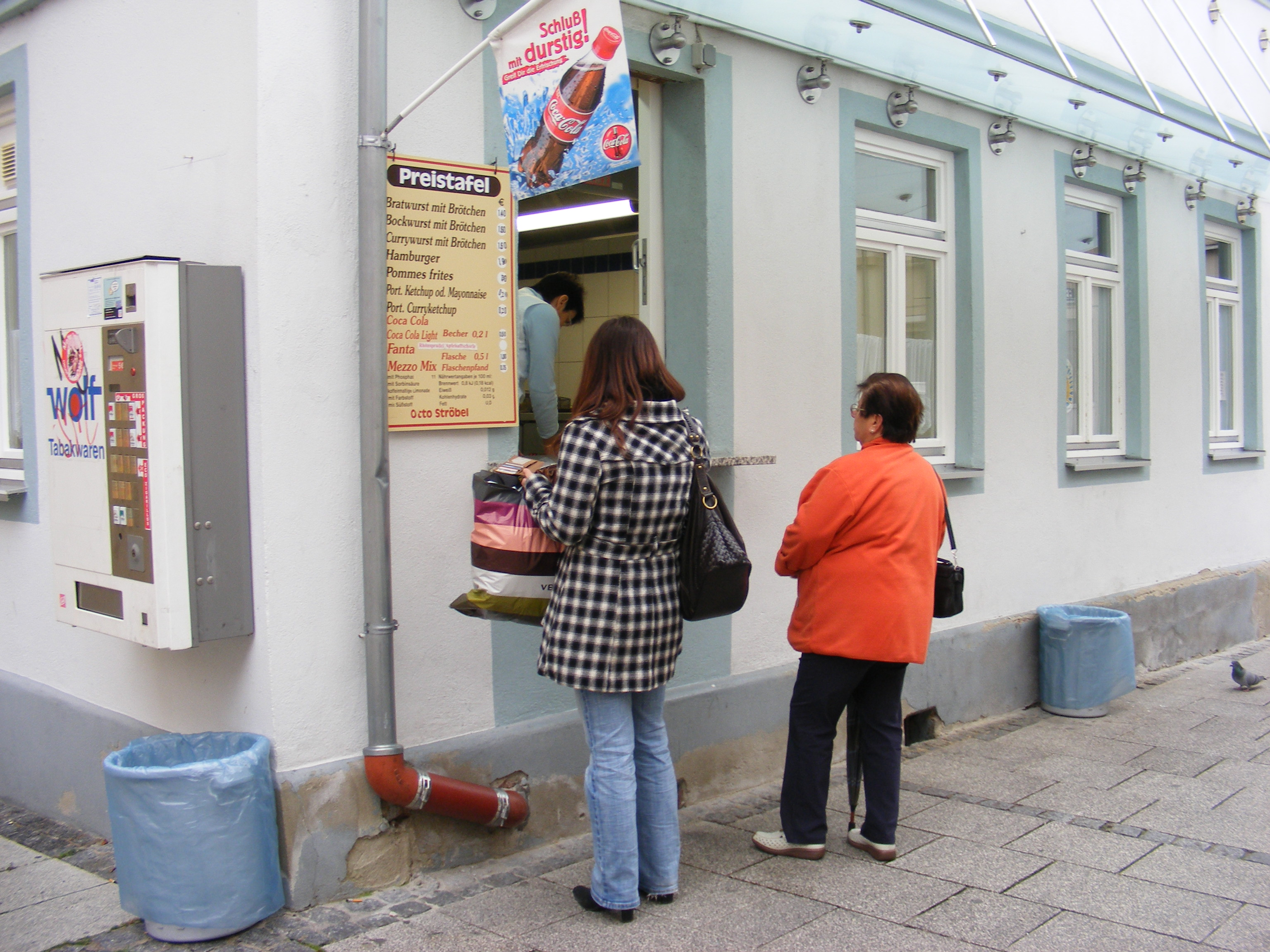
Gassenschänke in Bad Kissingen

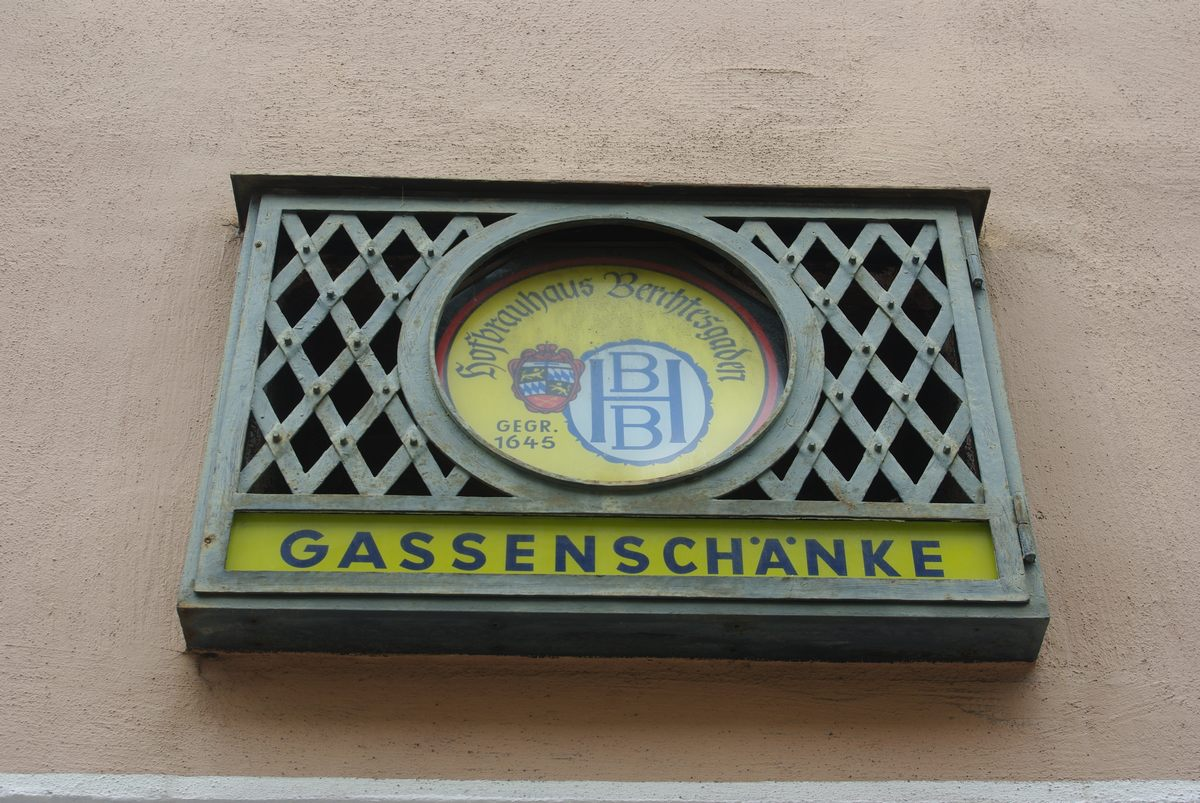
Hinweistafel „Gassenschänke“; Kammerbotenstraße in Bad Reichenhall

Eine Gassenschänke ist ein im 19. Jahrhundert entstandener Kiosk einer Gaststätte. Da seinerzeit Bier von den Brauereien nur in Fässern ausgeliefert wurde, war es in Privathaushalten kaum möglich, kleinere Mengen für den täglichen Verbrauch zu bevorraten, da einerseits keine kleineren Behälter verkauft wurden und andererseits auch mangels Kühlmöglichkeit das Bier im Haushalt nicht länger gelagert werden konnte. Daher war es üblich, zur nächsten Gaststätte zu gehen und sich dort das Getränk frisch in einem mitgebrachten Gefäß zu holen. Mit der Einführung von Flaschenbier Ende des 19. Jahrhunderts war dies nicht mehr unbedingt nötig, wurde jedoch vielfach beibehalten, da die Kunden das frisch gezapfte Bier bevorzugten. 
Heute werden an einer Gassenschänke außerhalb des Gastraumes verpackte Speisen und Getränke an die Laufkundschaft verkauft, wobei der Verzehr vor Ort meist nicht gestattet ist.
Als Gaststätten während der Covid-19-Pandemie zeitweise schließen mussten, öffneten einzelne Betriebe ersatzweise Gassenschänken.